# 0166
0166 è il prefisso telefonico del distretto di Saint-Vincent, appartenente al compartimento di Torino.
Il distretto comprende la parte centro-orientale della Valle d'Aosta. Confina con la Svizzera a nord e con i distretti di Ivrea (0125) a est e a sud e di Aosta (0165) a ovest.

## Aree locali e comuni
Il distretto di Saint-Vincent comprende 13 comuni compresi in 1 area locale, nata dall'aggregazione dei 2 preesistenti settori di Saint-Vincent e Valtournenche: Antey-Saint-André, Chambave, Chamois, Châtillon, Emarèse, La Magdeleine, Montjovet, Pontey, Saint-Denis, Saint-Vincent, Torgnon, Valtournenche e Verrayes .